# Прапор Кіцманського району
Пра́пор Кі́цманського райо́ну — один із символів Кіцманського району Чернівецької області. Затверджений 22 грудня 2001 року рішенням XXII сесії XXIII скликання Кіцманської районної ради. Автором прапора є В. Гнатюк.

## Опис
Прапор являє собою прямокутне полотнище зелено-біло-синього кольору із співвідношенням сторін 2:3. Зелена і синя смуги розділені білою смужкою, ширина якої дорівнює 1/8 ширини прапора.
У центрі стяга розташований герб району, висота якого дорівнює 1/2 ширини прапора.
Прапор району двосторонній. Древко прапора завершується латунною кулею.

## Символіка
- Зелений колір уособлює відродження, пробудження, волю, оновлення й радість.
- Синій символізує водні ресурси регіону.
- Білий вказує на історію краю.